# The Bishop's Bathe
The Bishop's Bathe è un cortometraggio muto del 1912 diretto e interpretato da Hay Plumb.
Si conoscono pochi dati del film che, prodotto dalla Hepworth, fu distrutto nel 1924 dallo stesso produttore, Cecil M. Hepworth. Fallito, in gravissime difficoltà finanziarie, il produttore pensò in questo modo di per poter almeno recuperare il nitrato d'argento della pellicola.

## Trama
Un pescatore ruba gli abiti di un vescovo che si è spogliato per andare a nuotare. Il vescovo, poi, prende i vestiti di alcuni scout.

## Produzione
Il film fu prodotto dalla Hepworth.

## Distribuzione
Distribuito dalla Hepworth, il film - un cortometraggio di 152 metri - uscì nelle sale cinematografiche britanniche nell'ottobre 1912.